# لئوناردو اسکارسلی
لئوناردو اسکارسلی (ایتالیایی: Leonardo Scarselli؛ زادهٔ ۲۹ آوریل ۱۹۷۵) دوچرخه‌سوار اهل ایتالیا است. وی در مسابقات جیرو دیتالیا شرکت کرده است.